# Poesías fantásticas en mallorquí
Poesías fantásticas en mallorquí és un llibre de poesies en català de Tomàs Aguiló i Forteza publicat a Palma el 1852. La primera edició es va fer a la impremta de Juan Guasp i constava de 59 pàgines.
És considerat un llibre de clar ressò romàntic d'inspiració germànica en la seva grandiositat i misteri. Aguiló representa una opció popular i a la vegada elegant, lluny de l'encarcarament medievalitzant, fet que demostra que a Mallorca la llengua s'havia conservat més pura, més expressiva que en el continent, i, per tant, els escriptors mallorquins es trobaven amb un instrument més eficaç que no els catalans del Principat.